# Antonio Urdinarán
Antonio Urdinarán (né le 30 octobre 1898 en Uruguay et mort le 8 juin 1961) est un joueur de football international uruguayen, qui évoluait au poste d'défenseur. Il est le frere de Santos Urdinarán, un autre footballeur.

## Biographie

### Carrière en club
Avec le Club Nacional, il remporte un championnat d'Uruguay.

### Carrière en sélection
Avec l'équipe d'Uruguay, il joue 17 matchs (pour 2 buts inscrits) entre 1916 et 1924. 
Il figure dans le groupe des sélectionnés lors des championnats sud-américains de 1916, de 1917, de 1920 et de 1922. Il remporte cette compétition à trois reprises, en 1916, 1917 et 1920.
Il participe aux Jeux olympiques de 1924 organisés à Paris, où la sélection uruguayenne remporte la médaille d'or.

## Palmarès
| Club Nacional - Championnat d'Uruguay (1) : - Champion : 1917, 1919, 1920, 1922, 1923 e 1924 - Copa Newton (1) : - Vainqueur : 1917. |  | Uruguay - Championnat sud-américain (3) : - Vainqueur : 1916 (sans jouer), 1917 et 1920. - Jeux olympiques (1) : - Or : 1924 (sans jouer). |